# Титий
Ти́тий (др.-греч. Τῐτυός) — в греческой мифологии великан. Либо сын Геи, либо рождён Зевсом и Эларой, дочерью Орхомена или Миния, и вскормлен Геей. Титий — хтонического происхождения: рожден в недрах Геи-земли, куда Зевс скрыл от гнева ревнивой жены Геры свою возлюбленную.
На Евбее его посещал Радаманф на корабле феаков. Отец Европы, возлюбленной Посейдона.
Позднее мстительная Гера внушила Титию страсть к любимой Зевсом Лето, великан попытался ею овладеть в чаще Панопея, но та позвала на помощь детей, и Аполлон и Артемида пронзили Тития из лука (или убит одной Артемидой). Согласно Гомеру, он погиб на Панопейском лугу, в Аиде коршуны рвали его печень.
По другому варианту, за попытку Тития обесчестить Лето Зевс поразил его молнией и низверг в Аид. Там два коршуна терзают печень (или сердце) распростёртого Тития.
Либо Зевс поразил его молнией, а в подземном царстве к нему приставлен змей, поедающий печень, отрастающую вместе с ростом луны.
Его изображение было на троне в Амиклах. Его могильный памятник был около Панопеи в Фокиде, по истолкованию Гомера Павсанием, место, где он лежал, называлось Эннеаплетра (Девять десятин). Скульптурная группа: Лето, Аполлон и Артемида, пускающие стрелы в Тития, была в Дельфах. Изображен в Аиде на картине Полигнота в Дельфах: не подвергается наказанию, но весь истаял.
По истолкованию Эфора, это человек, творивший насилия и беззакония, убит Аполлоном. На острове Евбея показывали храм Тития и пещеру Эларий.